# Colli Fiorentini
Colli Fiorentini è una delle sotto-zone di produzione del vino Chianti.

## Storia
La sottozona Colli Fiorentini fu istituita con DM del 31 luglio 1932. Nel corso degli anni è cambiata la sua geografìa fino attualmente a comprendere oltre alle colline immediatamente a est, a sud ed ovest di Firenze, anche parte delle colline del Valdarno, della Val di Pesa e della Valdelsa. tutto il territorio è all'interno della provincia di Firenze.

## Area geografica
Da nord a sud e da est a ovest sono compresi o parzialmente compresi nel territorio del Chianti Colli Fiorentino i comuni di: Fiesole, Bagno a Ripoli, Pontassieve, Pelago, Rignano sull'Arno, Reggello, Figline e Incisa Valdarno, Firenze, Impruneta, Scandicci, Lastra a Signa, Montelupo Fiorentino, Montespertoli, San Casciano in Val di Pesa, Tavarnelle Val di Pesa, Certaldo, Barberino Val d'Elsa.

## Produzione Chianti
| Superfici di riferimento e produzione di Chianti nelle sottozone nel 2004 | Superfici di riferimento e produzione di Chianti nelle sottozone nel 2004 | Superfici di riferimento e produzione di Chianti nelle sottozone nel 2004 | Superfici di riferimento e produzione di Chianti nelle sottozone nel 2004 | Superfici di riferimento e produzione di Chianti nelle sottozone nel 2004 | Superfici di riferimento e produzione di Chianti nelle sottozone nel 2004 | Superfici di riferimento e produzione di Chianti nelle sottozone nel 2004 | Superfici di riferimento e produzione di Chianti nelle sottozone nel 2004 | Superfici di riferimento e produzione di Chianti nelle sottozone nel 2004 | Superfici di riferimento e produzione di Chianti nelle sottozone nel 2004 | Superfici di riferimento e produzione di Chianti nelle sottozone nel 2004 |
|                                                                           | extra sottozone                                                           | Classico                                                                  | Colli Aretini                                                             | Colli Fiorentini                                                          | Colli Senesi                                                              | Colline Pisane                                                            | Montalbano                                                                | Montespertoli                                                             | Rùfina                                                                    |                                                                           |
| ------------------------------------------------------------------------- | ------------------------------------------------------------------------- | ------------------------------------------------------------------------- | ------------------------------------------------------------------------- | ------------------------------------------------------------------------- | ------------------------------------------------------------------------- | ------------------------------------------------------------------------- | ------------------------------------------------------------------------- | ------------------------------------------------------------------------- | ------------------------------------------------------------------------- | ------------------------------------------------------------------------- |
| Sup. di rif. (ha)                                                         | 11'851,98                                                                 | 6'940,02                                                                  | 141,26                                                                    | 620,79                                                                    | 1'822,30                                                                  | 19,18                                                                     | 103,05                                                                    | 73,37                                                                     | 823,08                                                                    |                                                                           |
| Prod. vino (hl)                                                           | 671'686,25                                                                | 232'594,13                                                                | 5'646,45                                                                  | 23'818,00                                                                 | 82'382,30                                                                 | 927,29                                                                    | 5'146,21                                                                  | 2663,02                                                                   | 30'398,77                                                                 |                                                                           |
| Percentuale sul totale (vino)                                             | 63,29                                                                     | 21,92                                                                     | 0,53                                                                      | 2,24                                                                      | 7,76                                                                      | 0,09                                                                      | 0,48                                                                      | 0,25                                                                      | 2,86                                                                      |                                                                           |

## Vini prodotti
- Chianti DOCG
- Chianti Colli Fiorentini DOCG
- Chianti Superiore DOCG
- Vin Santo del Chianti DOC
- Colli dell'Etruria Centrale DOC
- Toscana IGT